# Alvin y las ardillas 2
Alvin y las ardillas 2 (título original en inglés: Alvin and the Chipmunks: The Squeakquel) es una película de animación del año 2009, dirigida por Betty Thomas.
Es la segunda parte de la quadrología de Alvin y las ardillas. Su estreno oficial en cines fue en la Navidad del 2009 para Sudáfrica. Y su estreno en Estados Unidos fue el 30 de marzo de 2010 en DVD Ha sido la película más exitosa de toda la franquicia.

## Sinopsis
Durante el Concierto en Francia de las ardillas, Dave sufre un grave accidente y va al hospital. Sobrevive, pero debe permanecer unos días para recuperarse así que deja a las ardillas con la tía de Dave (la tía Jackie), pero ella se cae de las escaleras y también va al hospital, así que su nieto Toby tiene que estar a cargo de ellos hasta que Dave vuelva. Antes del evento, Dave había hecho arreglos para que Alvin, Simon y Theodore asistieran a la escuela secundaria. Lo que no sabe es que en su primer día las ardillas se sienten como "ardillas fuera del bosque" en la cuenta de todos los alumnos humanos alrededor.
Mientras tanto Ian Hawke, después de que las ardillas destrozaron su carrera, busca en el mundo de los animales a aquellos que puedan cantar y bailar. Encuentra a Brittany, Jeanette y Eleanor, las Chipettes o Arditas. Ellas le cantan la canción Put Your Records On. Ian las contrata y no puede esperar para que sean famosas y obtener su venganza jurada sobre las ardillas. Las Chipettes aceptan aunque no saben que Ian no tiene trabajo.
Un tiempo más tarde las ardillas son castigadas por una pelea contra los chicos humanos de su clase, pero la directora del instituto les propone olvidarse de lo que ha pasado si representan al instituto en un concurso musical y donan el premio al instituto en el caso de ganar; las ardillas aceptan. Al siguiente día, los chicos intentan desesperadamente no ir a clase, por lo que tratan de engañar sin éxito a Toby. Durante una clase de gimnasia en la que se lleva a cabo un juego de balón prisionero, Simón y Theodore son rápidamente eliminados de sendos pelotazos, pero Alvin logra librarse de un golpe mortal de Ryan, que es el quaterback del equipo de fútbol americano del instituto y compañero de clases de Alvin. Interesado por la técnica natural de Alvin, Ryan se propone alistarle en el equipo, lo cual emociona a la ardilla y acepta. Becca Kingston, y sus otras compañeras descubren que van al instituto Alvin y las ardillas, y deciden visitarles, Alvin es el que besa el dedo de Becca (Bridgit Mendler), y el que cuenta los chistes donde todas se ríen.
Bridgit solo deja el dedo para que Alvin lo bese, dice oh, y ríe los chistes de Alvin...
Cuando Alvin, Simon y Theodore comienzan otro día de instituto, se encuentran con las Chipettes y se enamoran mutuamente, razón por la que están atontados a la hora de practicar. Pronto, se dan cuenta de que ellas están en el lado de Ian, que pretende usar a las chicas y el concierto musical para volver a su lujosa vida. Después las Chipettes cantan la canción Hot N Cold. Aunque la directora deja claro que prefiere a las Ardillas, de las cuales es una gran fan, los otros alumnos del instituto prefieren a las Chipettes, así que para decidir qué banda representará al instituto en el concurso musical las ardillas y las Chipettes deben competir en una Batalla musical de Bandas. El día del concurso Alvin asiste a un partido de fútbol americano mientras que las arditas cantan la canción Single Ladies (Put a Ring on It).
Alvin llega tarde al concurso por lo cual las ardillas no cantaron y las arditas quedaron como representantes de la escuela en el concurso musical. Después de eso Alvin y Simon pelean pero después de salvar a Theodore de un águila de zoológico se reconcilian. El día en el que las arditas representarían la escuela, Ian les dice que arregló un concierto que ellas cantarían, ellas al querer representar la escuela, Ian las amenaza con llevarlas a un restaurante donde preparan la más deliciosa ardilla asada del mundo y las mete en una jaula, después Brittany llama a Alvin para que las salve. Alvin consigue una pequeña motocicleta y va en su búsqueda, mientras Simon les da instrucciones a las Arditas para abrir un candado de 3 dígitos; lo logran abrir y salen de la limusina en la que viajaban mientras Ian estaba ocupado. En ese momento Ian se entera de que trataban escapar y las Arditas saltan a la motocicleta que Alvin conducía, pero Ian los quiere atrapar. Alvin y las arditas saltan al helicóptero de juguete y le tiran sus cascos a Ian, haciendo que suelte el control; lo agarran y vuelven al concurso. Luego de que Toby cantara una canción vienen Alvin y Las Arditas y la directora presenta a las ardillas y las arditas y que cantarán juntos y ellos cantan We are family. Mientras que Ian sale perdiendo de nuevo en el concierto de las arditas. Así termina con las ardillas y las arditas en su hogar.
En una escena poscréditos, después del concierto de las ardillas y de las arditas, los guardias de seguridad del lugar arrojan a Ian a un contenedor de basura.

## Reparto
- Zachary Levi como Toby Seville (reemplaza como personaje principal a Dave, a pesar de que este último mencionado hace ciertos cameos).
- David Cross como Ian Hawke.
- Wendie Malick como Doctora Rubin.
- Anjelah Johnson como Julie Ortega.
- Kevin Schmidt como Ryan Edwards.
- Chris Warren Jr. como Xander.
- Bridgit Mendler como Becca Kingston.

## Voces
- Justin Long como Alvin Seville.
- Matthew Gray Gubler como Simon Seville.
- Jesse McCartney como Theodore Seville.
- Christina Applegate como Brittany Miller.
- Anna Faris como Jeanette Miller.
- Amy Poehler como Eleanor Miller.

## Cameos
- Quest Crew como Lil' Rosero bailarines.
- Charice Pempengco como ella misma.
- Honor Society como ellos mismos.
- Eric Bauza como Digger (voz).
- Jason Lee como David “Dave” Seville (hace ligeras apariciones en algunas escenas nomas).
- Kathryn Joosten como La tía Jackie Seville (solo aparece al inicio de la película antes de sufrir un accidente, después no se sabe más de ella).

## Secuela
El 27 de marzo de 2012 fue lanzado el tercer filme titulado Alvin y las ardillas 3 y un cuarto filme, titulado Alvin y las ardillas 4: Aventura sobre ruedas, fue lanzado el 15 de marzo de 2016 en DVDs

## Taquilla
En su apertura el miércoles, la película se abrió al # 1 con $18.801.277, y terminó el fin de semana en el # 3 detrás de Avatar y Sherlock Holmes con $ 48.875.415 y una de 5 días total de $ 75.589.048, eclipsando su presupuesto en sólo cinco días. En el plano interno, es la novena película más taquillera de 2009 y el 7 de marzo de 2010, que outgrossed su predecesor para convertirse en la segunda película más taquillera de nunca alcanzó el número 1 detrás de My Big Fat Greek Wedding. Alvin and the Chipmunks: The Squeakquel puso fin a su carrera con $ 219,614,612 $ 223,525,393 a nivel nacional como en el extranjero con un total de $ 443.140.005 en todo el mundo, que es más alto que su predecesor. 

## Premios
| Año  | Premio                            | Categoría                                                   | Resultado | Ref   |
| ---- | --------------------------------- | ----------------------------------------------------------- | --------- | ----- |
| 2010 | Premios Kids' Choice Awards       | Película favorita                                           | Ganadora  | [ 2 ] |
| 2010 | National Movie Awards             | Familia                                                     | Nominada  | [ 3 ] |
| 2010 | British Academy Children's Awards | Mejor largometraje                                          | Ganadora  | [ 4 ] |
| 2011 | Guild of Music Supervisors Awards | Julianne Jordan - Mejor supervisión musical en una película | Ganadora  |       |

## Banda sonora
La banda sonora fue lanzada el 1 de diciembre de 2009, tres semanas después del estreno de la película. 

### Canciones
- You Really Got Me (con Honor Society)
- Hot n Cold
- So What
- You Spin Me Round (Like a Record)
- Bring It On
- Stayin' Alive
- The Song (con Queensberry)
- It's OK
- Shake Your Groove Thing
- Put Your Records On
- I Want to Know What Love Is
- We Are Family
- No One (con Charice)

### Canciones oídas en el CD pero no en la película
- I Gotta Feeling
- In the Family
- Get Ur Good Time On

### Canciones oídas en la película pero no en el CD
- All Night Dance Crew
- I Try

## Lanzamientos de DVD y el Blu-ray
Su estreno oficial fue el 30 de marzo de 2010. en los Estados Unidos directamente en DVD y Blu Ray

## Videojuego
El videojuego de Alvin y las ardillas 2. por la película fue lanzado a la venta el 1 de diciembre de 2009, por la Wii y Nintendo DS, una semana y tres días después del estreno de la película.

## Doblaje
| Personaje            | Actor/voz original  | Actor de doblaje       |
| -------------------- | ------------------- | ---------------------- |
| David "Dave" Seville | Jason Lee           | Ricardo Mendoza        |
| Toby Seville         | Zachary Levi        | Edson Matus            |
| Alvin                | Justin Long         | Óscar Flores           |
| Simón                | Matthew Gray Gubler | Germán Fabregat        |
| Teodoro              | Jesse McCartney     | José Antonio Macías    |
| Ian Hawke            | David Cross         | Ricardo Tejedo         |
| Brittany             | Christina Applegate | Gaby Cárdenas          |
| Jeanette             | Anna Faris          | Yotzmit Ramírez        |
| Eleanor              | Amy Poehler         | Dulce Guerrero         |
| Dra. Rubin           | Wendie Malick       | Rebeca Manríquez       |
| Julie Ortega         | Anjelah Johnson     | Mildred Barrera        |
| Ryan Edwards         | Kevin G. Schmidt    | David Bueno            |
| Xander               | Chris Warren Jr.    | Enzo Fortuny           |
| Becca Kingston       | Bridgit Mendler     | Christine Byrd         |
| Jeremy               | Brando Eaton        | Jaime Alberto Carrillo |
| Tia Jackie Seville   | Kathryn Joosten     | Rosanelda Aguirre      |
| Doctor de Dave       | Bernard White       | José Luis Orozco       |